# Saripovói járás
A Saripovói járás (oroszul: Шарыповский район) Oroszország egyik járása a Krasznojarszki határterületen. Székhelye Saripovo.

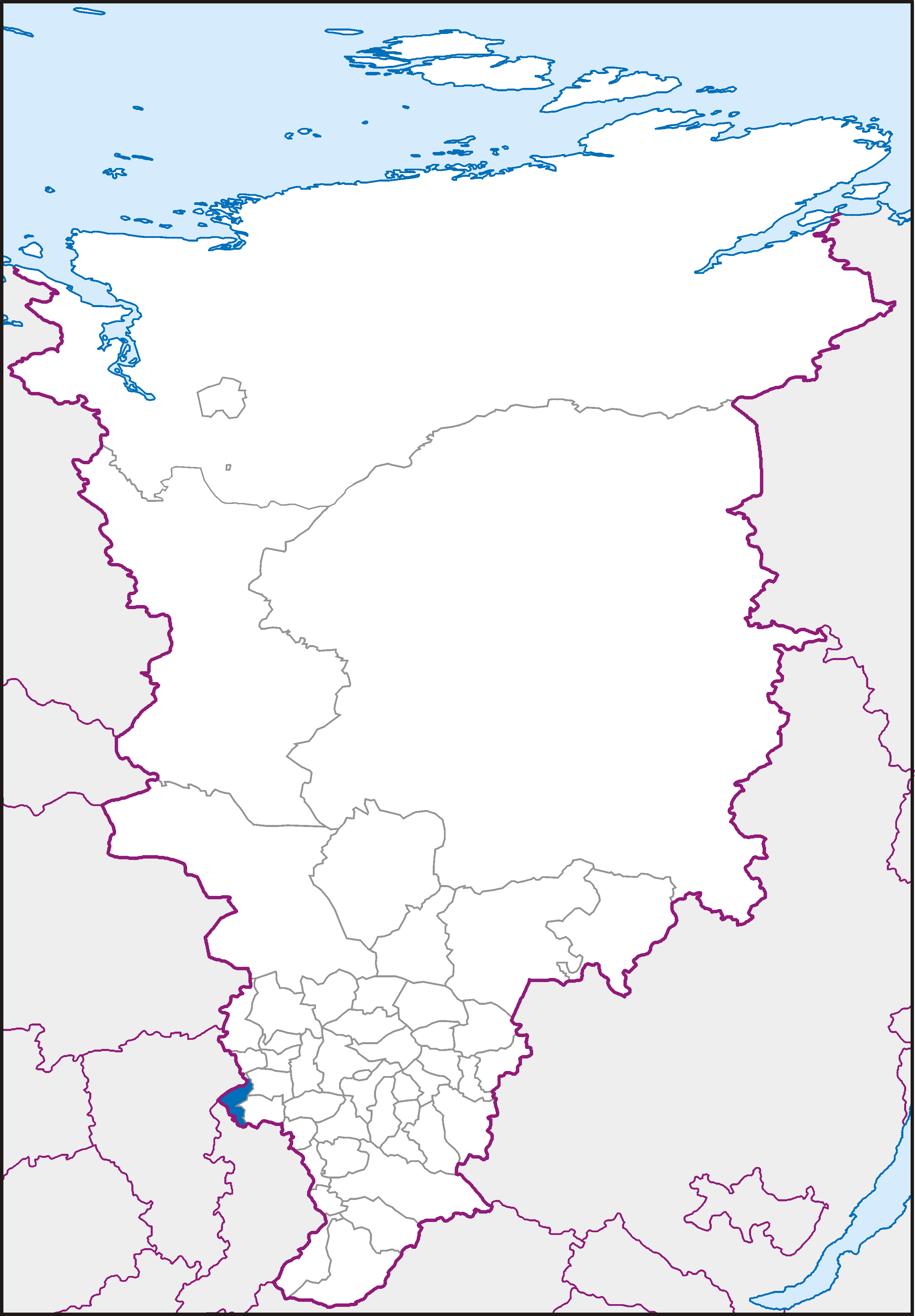
A Saripovói járás a Krasznojarszki határterületen

## Népesség
- 1989-ben 16 259 lakosa volt.
- 2002-ben 17 775 lakosa volt.
- 2010-ben 15 117 lakosa volt.